# Punta Cana
Punta Cana is een voormalig gehucht (paraje) en gemeentedistrict in het zuidoosten van de Dominicaanse Republiek. Punta Cana is onderdeel van de stad Higüey in de provincie La Altagracia.
De naam Punta Cana is afgeleid van de punt van het eiland waar veel suikerriet (cana) groeit. De oorspronkelijk rurale locatie is uitgegroeid tot een toeristisch trekpleister. Daarmee ligt Punta Cana ook in het gebied dat als eerste het gehele jaar voorzien werd van elektrische stroom en water. In 2010 zijn door de overheid 44.000 inwoners geteld in het gemeentedistrict; in de hele gemeente Higüey wonen 297.000 mensen.
In het noordwesten van Punta Cana ligt de internationale luchthaven Punta Cana International Airport met de IATA code PUJ. Ten noorden ligt de bij toeristen bekende stadswijk (barrio) Bávaro die vaak wordt verward met Punta Cana.
Het tropische klimaat in het land zorgt het gehele jaar door voor temperaturen tussen de 25-35°C. In de omgeving van Punta Cana werden de afgelopen jaren twee nationale parken (Cotubanamá, op 50 km en Los Haitises, op 150 km) en verscheidene toeristische faciliteiten ontwikkeld. Voorbeelden hiervan zijn de vele all-inclusive resorts. Enkele jaren geleden lag het aantal al rond de 25.000 hotelkamers. Dit aantal neemt nog toe.
De kust in het zuidoosten van de Dominicaanse Republiek staat bekend om haar mooie, typisch Caribische stranden en diepblauwe zee. Voor de kust ligt een groot koraalrif dat de golfslag breekt en het verblijf in de zee bij het strand veraangenaamt. Vooral het bijna 50 km lange Playa Bavaro, waar ook het Playa de Arena toebehoort, heeft een grote aantrekkingskracht voor toeristen uit de hele wereld.
- Bibliothèque nationale de France: cb16069920h (data)
- Gemeinsame Normdatei: 6116337-5
- Library of Congress Control Number: no2004083027
- MusicBrainz: a4edb370-c4d1-46b5-aff8-fb91d7071dee
- Nationale Bibliotheek van Israël: 987007471598705171
- Virtual International Authority File: 129358340